# Bò Adaptaur

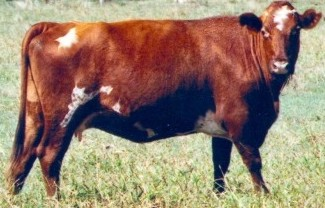
Một con bò Adaptaur

Bò Adaptaur là một giống bò ở Úc.